# Record (videogiochi)

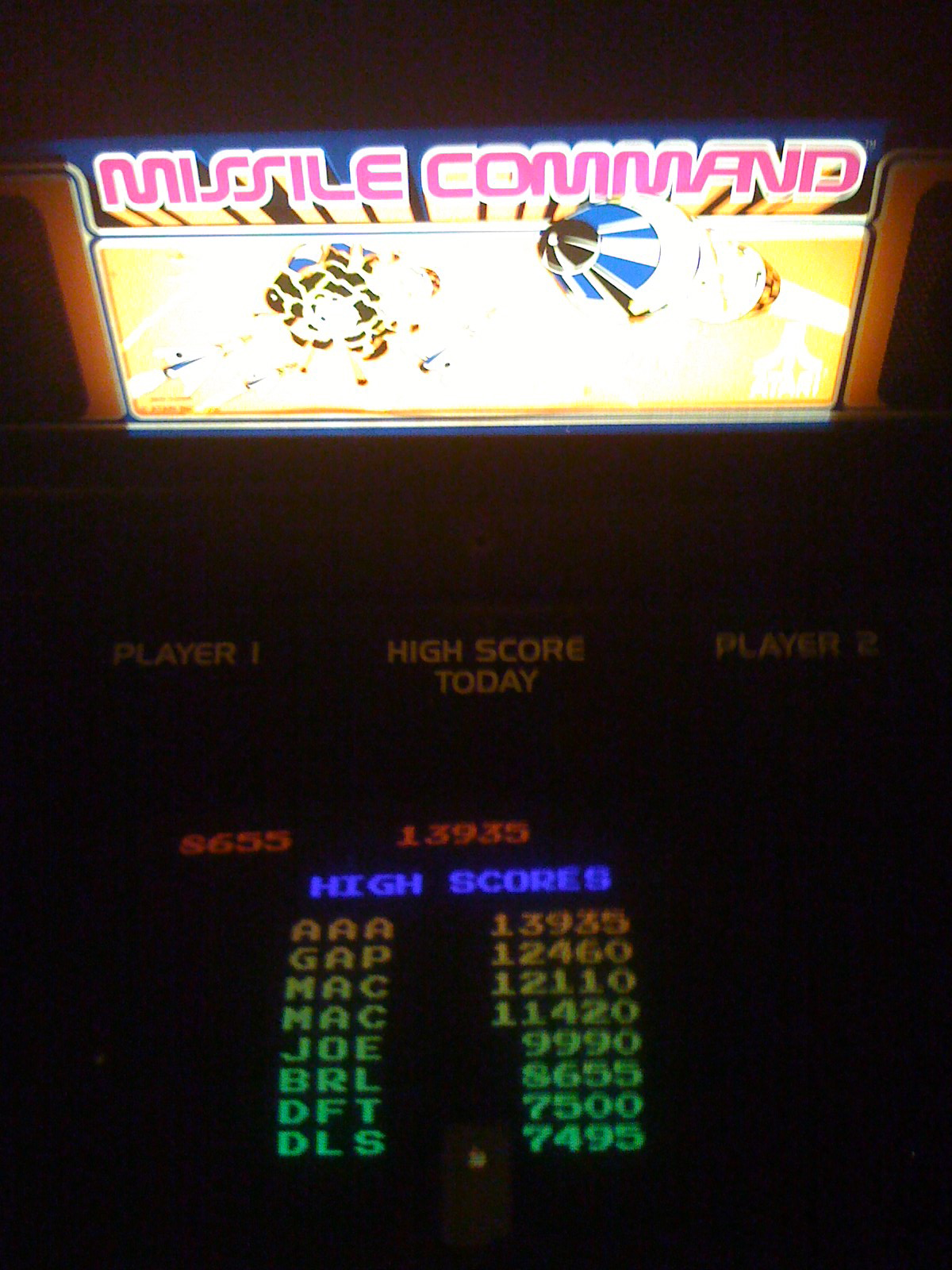
La tabella high scores sull'arcade Missile Command

Il record o high score (lett. "punteggio più alto") di un videogioco è il valore in punti più alto registrato. Molti videogiochi presentano un elenco di diversi punteggi migliori, chiamato tabella o classifica dei punteggi.

## Storia

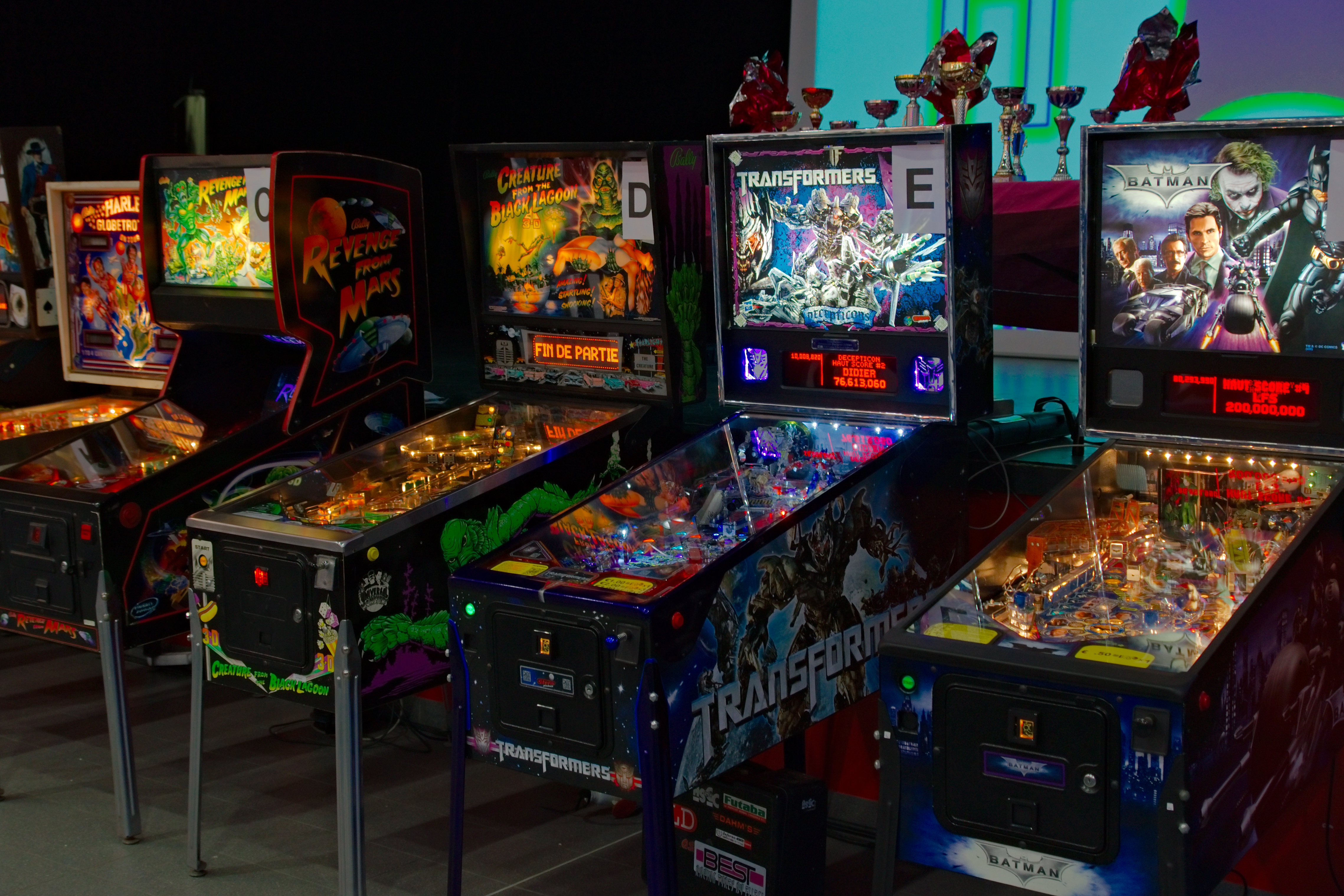
Il concetto di high score deriva dai flipper (qui indicato come haut score, in francese)

Il concetto di punteggio elevato ha acquisito per la prima volta un significato culturale con l'aumento della popolarità dei flipper e delle sale giochi. Il primo videogioco a utilizzare il termine "High score" è stato l'arcade Sea Wolf di Midway nel 1976. Il gioco salva il punteggio più alto ottenuto sul cabinato, ma poteva essere ripristinato da un giocatore in qualsiasi momento premendo un pulsante sulla macchina.
Il concetto di punteggio alto cambiò nel luglio 1978 con l'uscita dello sparatutto di Taito Space Invaders, che a differenza di Sea Wolf permette di giocare per un tempo indefinito finché si riesce a sopravvivere, consentendo punteggi teoricamente illimitati. Nel dicembre 1978 Star Fire di Exidy introdusse al giocatore la possibilità di salvare il proprio nome come iniziali accanto al punteggio più alto.
Di solito i dati erano archiviati nella RAM del cabinato e venivano cancellati a ogni interruzione di energia elettrica. Molti giochi, all'avvio, sono dotati di record di default, spesso attribuiti a giocatori fittizi come le iniziali "AAA"; in tal modo i giocatori da subito devono faticare per entrare in classifica e hanno degli obiettivi con cui competere.
La popolarità degli high score li rese quasi onnipresenti e una caratteristica distintiva di molti videogiochi. Nel 1981 nacque l'associazione Twin Galaxies per catalogare i record di punteggio in modo permanente e universale. Negli anni '70 e '80 anche per i videogiochi per sistemi casalinghi venivano organizzate a distanza classifiche e competizioni di record, ma il diffondersi dei trucchi rese difficile verificare la validità dei punteggi.
Nei giochi di oggi, la trama e l'atmosfera stanno diventando sempre più importanti e i punteggi più alti spesso non sono più disponibili. Tuttavia, le tabelle frag nella modalità multiplayer degli sparatutto in prima persona possono essere viste come una variante più moderna dei punteggi più alti. Anche la capacità di stabilire i tempi migliori nella maggior parte dei giochi di corse attuali si basa sul principio del punteggio elevato.
Il concetto di punteggio elevato è presente anche su Internet. Infatti, alcuni siti non esitano a stilare classifiche per determinare il miglior giocatore.
Nel 2020 una serie documentario su Netflix è stata intitolata High Score.